# União das Freguesias de Avantos e Romeu
Die União das Freguesias de Avantos e Romeu ist eine portugiesische Gemeinde (Freguesia) im Kreis (Concelho) Mirandela, Distrikt Bragança, im Nordosten Portugals.

## Geschichte
Die Gemeinde entstand im Zuge der Gebietsreform vom 29. September 2013 durch die Zusammenlegung der ehemaligen Gemeinden Avantos und Romeu.
Romeu wurde Sitz der neuen Verwaltung.

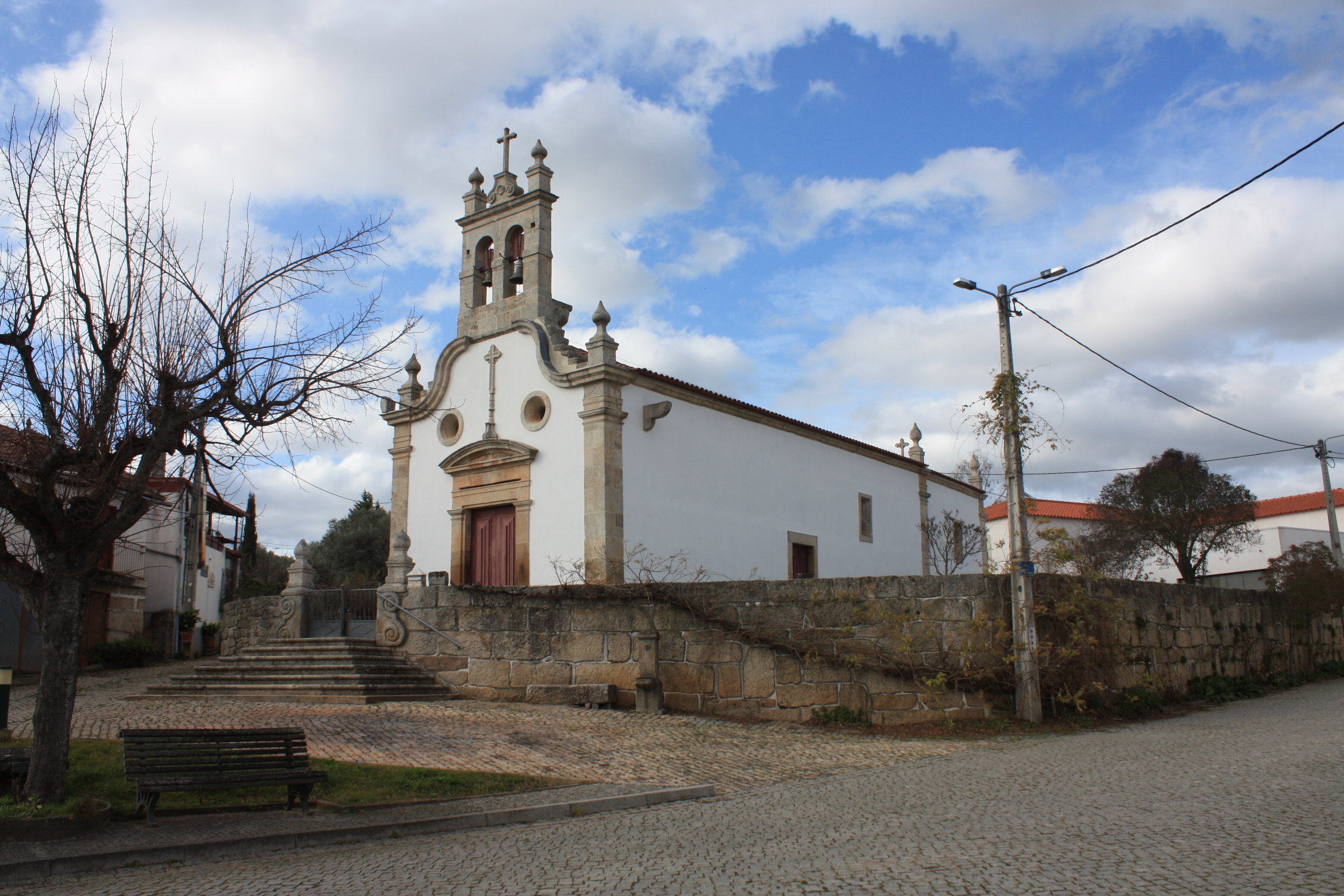
Kirche Santo André in Avantos.

## Demographie
| Freguesia | Freguesia       | Freguesia | Freguesia       | ehemalige Freguesias | ehemalige Freguesias | ehemalige Freguesias | ehemalige Freguesias |
| --------- | --------------- | --------- | --------------- | -------------------- | -------------------- | -------------------- | -------------------- |
| Wappen    | Freguesia       | Einwohner | Fläche in (km²) | Wappen               | Freguesia            | Einwohner            | Fläche in (km²)      |
|           | Avantos e Romeu | 341       | 27,41           |                      | Avantos              | 96                   | 13                   |
|           | Avantos e Romeu | 341       | 27,41           | Romeu                | 283                  | 14,42                |                      |